# Hütungsgraben I
Der Hütungsgraben I ist ein Meliorationsgraben und orographisch rechter Zufluss der Kleinen Röder auf der Gemarkung der Stadt Bad Liebenwerda im Landkreis Elbe-Elster in Brandenburg. Er entwässert eine Niederungsfläche, sie sich südöstlich von Zobersdorf, einem Ortsteil der Stadt, befindet. Von dort verläuft er in nordnordwestlicher Richtung, unterquert die Kreisstraße 6212 und entwässert im Mahlbusenteich. Dieser wird auch von der Kleinen Röder durchflossen, die am Südufer des Teiches eintritt und nördlich wieder austritt.